# 越前町立宮崎小学校
越前町立宮崎小学校（えちぜんちょうりつ みやざきしょうがっこう）は、福井県丹生郡越前町にある町立小学校。

## 沿革

### 経緯
越前町立宮崎小学校は、学制発布により創立された教化校、敷知校、徳明校、洗心校、教進校、宣美校が合併し、1910年、宮崎尋常小学校として設立された。その後、1941年に国民学校令により宮崎村国民学校と改称し、第二次世界大戦降伏後の学制改革によって、宮崎村立宮崎小学校となった。

### 年表
- 1872年8月3日 - 学制発布により小曽原に教化校
- 1873年 - 陶の谷に敷知校が開校する
- 1875年 - 古屋に徳明校が開校する
- 1878年8月 - 江波に洗心校が開校する
- 1880年 - 樫津に教進校が開校する
- 1883年 - 八田に宣美校が開校する
- 1909年 - 教進校が洗心校に合併される
- 1910年 - 教化校、敷知校、徳明校、宣美校が洗心校に合併し、4校は分教場となる
- 1910年7月5日 - 宮崎尋常小学校と改称される
- 1914年12月23日 - 分教場4校が、東分教場と西分教場に改組される
- 1920年4月8日 - 高等科が設置され、宮崎尋常高等小学校と改称
- 1924年3月20日 - 江波の沼、花立に校舎移転
- 1935年6月25日 - 西分教場が移転する
- 1941年4月1日 - 国民学校令により宮崎村国民学校と改称。
- 1947年4月1日 - 学制改革により宮崎村立宮崎小学校と改称。
- 1954年3月1日 - 給食施設優良校として福井県教育委員会より表彰される
- 1963年3月31日 - 東西両分校を廃止。10月24日現在地に新校舎起工式挙行。
- 1967年11月1日 - 福井県教育委員会より福井県健康優良学校賞を受賞する
- 1968年5月8日 - 愛鳥教育で福井県知事より表彰される
- 1968年11月19日 - 第13回学研教育賞を受賞する
- 1980年6月4日 - 第24回福井県歯の少年少女代表コンテスト優秀学校賞を受賞する
- 1980年10月10日 - 皇太子夫妻が来校
- 1984年6月4日 - 保健体育優良校賞を受賞する
- 1996年7月13日 - 交通安全子ども自転車福井県大会優勝
- 1996年9月21日 - 福井県交通安全教育功労賞を受賞
- 1996年11月20日 - 福井県学校安全教育推進優秀校表彰
- 1997年9月25日 - 学校安全文部大臣賞受賞
- 1998年1月28日 - 交通安全優良校全日本学校安全協会表彰
- 1998年4月1日 - 特殊学級が設置される
- 2005年2月1日 - 町村合併（朝日町・宮崎村・織田町・越前町）により、越前町立宮崎小学校と改称
- 2009年6月7日 - 全国植樹祭で、全国緑化コンクール学校林活動の部にて「全国緑化推進機構会長賞」を受賞[2]

## 学校目標
みんなが仲良く　主体的に取り組む児童の育成

## 通学区域
- 越前町
  - 熊谷、古屋、増谷、小曽原、江波、広野、蚊谷寺、樫津、八田新保、舟場、八田、円満、上野、野、宇須尾、大谷、蝉口、寺、陶の谷[3]

## 進学先中学校
- 越前町立宮崎中学校[3]

## 学校周辺
- 学校自然公園 - 敷地が隣接
- 福井県道4号越前宮崎線
- 国道365号線
- 越前町学校給食センター - 県道4号線をはさんで、敷地が隣接。
- 越前町宮崎児童館
  - 宮崎子育て支援センター
- 福井県警鯖江警察署宮崎駐在所
- 越前町宮崎総合事務所
  - 越前町宮崎コミュニティセンター
- 天王川

## 著名な出身者
- 玉村昇悟（プロ野球選手）

## 交通
- 越前町コミュニティバス「チョイソコえちぜん 宮崎・織田地域」で、「宮崎コミュニティセンター」停留所から、徒歩約245m・約4分。
- 福井鉄道バス「武生越前海岸線」・「鯖浦線」で、下江波停留所から、徒歩約245m・約4分。
- ハピラインふくいハピラインふくい線武生駅から、
  - 車で約10.9km・約21分。
  - 上述の福井鉄道バス「武生越前海岸線」に乗車し、下江波停留所下車後、徒歩。